# Jimmy Garrison
Jimmy Garrison (Miami, 3 de março de 1934 — Nova Iorque, 7 de abril de 1976) foi um contra-baixista de jazz norte-americano.
Ficou muito conhecido por sua longa associação com o saxofonista John Coltrane, de 1961 a 1967. Ele se juntou ao quarteto de Coltrane em 1962, substituindo Reggie Workman e aparecendo em diversas gravações, incluindo A Love Supreme. Durante performances ao vivo com o quarteto, o líder geralmente oferecia um espaço de tempo desacompanhado para algum solo de improviso (às vezes um prelúdio de uma música antes dos músicos se juntarem a ela).